# Jan Jerzy oławski
Jan Jerzy (ur. 17 czerwca 1552, zm. 6 lipca 1592) – książę oławski z dynastii Piastów.
Syn księcia brzeskiego Jerzego II i Barbary Hohenzollern, córki elektora brandenburskiego Joachima II Hektora.
7 maja 1586 zmarł jego ojciec, Jerzy II. Jan Jerzy ze starszym bratem Joachimem Fryderykiem objęli rządy w księstwie brzeskim. Tymczasowo rezydowali w Oławie, ponieważ Brzeg jako oprawa wdowia przypadł ich matce, Barbarze. 
Jan Jerzy był żonaty od 1582 z Anną, córką księcia Wirtembergii Krzysztofa. Miał z nią dwójkę dzieci, które nie przeżyły ojca: Jerzego Krzysztofa (1583–1584) i Barbarę (1586–1586). Po śmierci Jana Jerzego Anna otrzymała Oławę jako oprawę wdowią, którą rządziła do 1594, kiedy wyszła ponownie za mąż za księcia legnickiego Fryderyka IV.